# Gniewkowo (stacja kolejowa)
Gniewkowo – stacja kolejowa w Gniewkowie, w województwie kujawsko-pomorskim, w Polsce. Stacja położona jest na linii Poznań – Toruń.

## Ruch pasażerski
| Rok  | Wymiana pasażerska na dobę |
| ---- | -------------------------- |
| 2017 | 50-99                      |
| 2022 | 100-149                    |